# Campeonato Panamericano de Balonmano Femenino de 2007
El IX Campeonato Panamericano de Balonmano Femenino de 2007  se disputó en Santo Domingo, República Dominicana entre el 31 de mayo y el 4 de junio de 2007 bajo la organización de la Federación Panamericana de Handball. El torneo entregó 4 plazas para el Campeonato Mundial de balonmano Femenino de Francia 2007.

## Primera fase

### Grupo A
| Equipo               | J | G | E | P | GF | GC | DG  | PTS |
| -------------------- | - | - | - | - | -- | -- | --- | --- |
| Argentina            | 3 | 2 | 0 | 1 | 65 | 57 | +8  | 4   |
| República Dominicana | 3 | 2 | 0 | 1 | 75 | 71 | +4  | 4   |
| Uruguay              | 3 | 1 | 1 | 1 | 69 | 66 | +3  | 3   |
| México               | 3 | 0 | 1 | 2 | 55 | 70 | -15 | 1   |

#### Resultados
| Fecha      | Hora  | Partido³             | Partido³ | Partido³             | Resultado |
| ---------- | ----- | -------------------- | -------- | -------------------- | --------- |
| 31.05.2007 | 16:00 | Argentina            | -        | México               | 20-12     |
| 31.05.2007 | 20:00 | República Dominicana | -        | Uruguay              | 25-24     |
| 1.06.2007  | 16:00 | Uruguay              | -        | México               | 24-24     |
| 1.06.2007  | 20:00 | Argentina            | -        | República Dominicana | 28-24     |
| 2.06.2007  | 16:00 | Uruguay              | -        | Argentina            | 21-17     |
| 2.06.2007  | 20:00 | República Dominicana | -        | México               | 26-19     |

### Grupo B
| Equipo         | J | G | E | P | GF  | GC | DG  | PTS |
| -------------- | - | - | - | - | --- | -- | --- | --- |
| Brasil         | 3 | 3 | 0 | 0 | 124 | 40 | +84 | 6   |
| Paraguay       | 3 | 1 | 1 | 1 | 58  | 88 | -30 | 4   |
| Canadá         | 3 | 1 | 0 | 2 | 66  | 89 | -23 | 2   |
| Estados Unidos | 3 | 0 | 1 | 2 | 63  | 94 | -31 | 1   |

#### Resultados
| Fecha      | Hora  | Partido³ | Partido³ | Partido³       | Resultado |
| ---------- | ----- | -------- | -------- | -------------- | --------- |
| 31.05.2007 | 14:00 | Canadá   | -        | Estados Unidos | 31-29     |
| 31.05.2007 | 18:00 | Brasil   | -        | Paraguay       | 47-12     |
| 1.06.2007  | 14:00 | Paraguay | -        | Canadá         | 23-18     |
| 1.06.2007  | 18:00 | Brasil   | -        | Estados Unidos | 40-11     |
| 2.06.2007  | 14:00 | Paraguay | -        | Estados Unidos | 23-23     |
| 2.06.2007  | 18:00 | Brasil   | -        | Canadá         | 37-17     |

### 5º al 8º Puesto
| Fecha     | Hora² | Partido³ | Partido³ | Partido³       | Resultado |
| --------- | ----- | -------- | -------- | -------------- | --------- |
| 3.06.2007 | 14:00 | Uruguay  | -        | Estados Unidos | 21-16     |
| 3.06.2007 | 16:00 | Canadá   | -        | México         | 27-22     |

### 7º/8º puesto
| Fecha     | Hora² | Partido¹       | Partido¹ | Partido¹ | Resultado |
| --------- | ----- | -------------- | -------- | -------- | --------- |
| 4.06.2007 | 13:00 | Estados Unidos | -        | México   | 29-23     |

### 5º/6º puesto
| Fecha     | Hora² | Partido¹ | Partido¹ | Partido¹ | Resultado |
| --------- | ----- | -------- | -------- | -------- | --------- |
| 4.06.2007 | 15:00 | Uruguay  | -        | Canadá   | 24-12     |

## Fase final

### Semifinales
| Fecha     | Hora² | Partido³  | Partido³ | Partido³             | Resultado |
| --------- | ----- | --------- | -------- | -------------------- | --------- |
| 3.06.2007 | 18:00 | Brasil    | -        | República Dominicana | 35-08     |
| 3.06.2007 | 20:00 | Argentina | -        | Paraguay             | 26-19     |

### 3º/4º puesto
| Fecha     | Hora² | Partido¹             | Partido¹ | Partido¹ | Resultado |
| --------- | ----- | -------------------- | -------- | -------- | --------- |
| 4.06.2007 | 17:00 | República Dominicana | -        | Paraguay | 25-24     |

### Final
| Fecha     | Hora² | Partido¹ | Partido¹ | Partido¹  | Resultado |
| --------- | ----- | -------- | -------- | --------- | --------- |
| 4.06.2007 | 19:00 | Brasil   | -        | Argentina | 29-12     |

| Brasil           |
| Campeón          |
| Brasil 6° título |

### Clasificación general
| 1. Brasil               |
| 2. Argentina            |
| 3. República Dominicana |
| 4. Paraguay             |
| 5. Uruguay              |
| 6. Canadá               |
| 7. Estados Unidos       |
| 8. México               |

## Clasificados al Mundial 2007
| Bandera de Brasil | Bandera de Argentina | Bandera de la República Dominicana | Bandera de Paraguay |
| Brasil            | Argentina            | República Dominicana               | Paraguay            |
| ----------------- | -------------------- | ---------------------------------- | ------------------- |